# Pianificazione collaborativa, previsione e rifornimento
La pianificazione collaborativa, previsione e rifornimento (in inglese: collaborative planning, forecasting, and replenishment - CPFR) è un approccio di gestione della logistica per le aziende impegnate in una catena di distribuzione. Lo scopo è quello di ridurre le scorte in magazzino e contemporaneamente mantenere un alto grado di servizio.

## Storia
Lo studio del CPFR è iniziato nel 1995. Le linee guida sono state definite soltanto nel 1998 grazie alla Voluntary Interindustry Commerce Standard (VICS) association, un consorzio a cui partecipano grandi produttori, distributori e società di servizio.

## Caratteristiche
Il CPFR si basa sullo scambio di consuntivi e stime di vendita tra i partner di un'impresa commerciale. Per implementare questi scambi di informazioni si utilizza molto spesso la rete internet. Il software CPFR rielabora i dati in possesso e permette di mettere in allerta nel caso che rilevasse alcune eccezioni alle regole precedentemente stabilite.
Questo sistema trova largo utilizzo in quei contesti in cui le previsioni di vendita assumono un ruolo determinante nell'ottimizzazione dei rapporti tra i vari attori che fanno parte della rete della catena di distribuzione. Il punto di partenza di un sistema CPFR è la realizzazione di un piano condiviso e dell'individuazione degli obiettivi primari. Una corretta implementazione porterà poi ad una più precisa previsione delle vendite anche in contesti di variazione improvvisa della domanda (ad esempio nel caso di una promozione) e di poter gestire efficacemente e tempestivamente le eccezioni che si potrebbero così riscontrare nella gestione.
Nel CPFR tutti gli attori coinvolti nel sistema, partecipano, con i dati in loro possesso, all'analisi della situazione. Se ad esempio un distributore finale della catena avesse intenzione di procedere con una promozione su un dato prodotto, questa iniziativa verrebbe portata a conoscenza dell'intero sistema e quindi un ipotetico fornitore o produttore presente potrebbe adeguarsi producendo maggior quantità di quel dato prodotto in modo tempestivo ed organizzato.
Le fasi di un processo CPFR così come identificate dal VICS sono:
1. Accordarsi anticipatamente (procedure, incentivi, gestione generale del processo, ....)
2. Piano condiviso (si decidono le promozioni, le caratteristiche del sistema di vendite,...)
3. Si generano le previsioni di domanda
4. Si verificano eventuali eccezioni alle previsioni di domanda
5. Si implementano i sistemi per la soluzioni delle eccezioni alle previsioni di domanda
6. Si generano le previsioni degli ordini di acquisto (Materie Prime, Componenti, Semilavorati, ...)
7. Si verificano eventuali eccezioni degli ordini di acquisto
8. Si implementano i sistemi per la soluzioni delle eccezioni degli ordini di acquisto
9. Si fanno gli ordini definitivi